# Lothar Claesges
Lothar Claesges (né le 3 juillet 1942 à Krefeld et mort le 12 novembre 2021) est un coureur cycliste allemand. Il a notamment été champion olympique de poursuite par équipes aux Jeux olympiques de 1964 avec l'équipe unifiée d'Allemagne composée de Karl Link, Karl-Heinz Henrichs et Ernst Streng. Il a également été deux fois champion du monde amateur de cette discipline, en 1962 et 1964.

## Palmarès

### Jeux olympiques
- Tokyo 1964
  -  Champion olympique de poursuite par équipes (avec Karl Link, Karl-Heinz Henrichs et Ernst Streng)
  - 6e du kilomètre

### Championnats du monde
- 1962
  -  Champion du monde de poursuite par équipes amateurs (avec Ehrenfried Rudolph, Bernd Rohr, Klaus May)
- 1963
  -  Médaillé d'argent de la poursuite par équipes amateurs
- 1964
  -  Champion du monde de poursuite par équipes amateurs (avec Karl Link, Karl-Heinz Henrichs, Ernst Streng)

### Championnats nationaux
- Champion d'Allemagne de l'Ouest de l'américaine amateur en 1961
- Champion d'Allemagne de l'Ouest de poursuite par équipes amateur en 1963, 1964
- Champion d'Allemagne de l'Ouest du kilomètre amateur en 1963, 1964
- Champion d'Allemagne de l'Ouest de poursuite individuelle amateur en 1964